# Rafajel Israjeljan

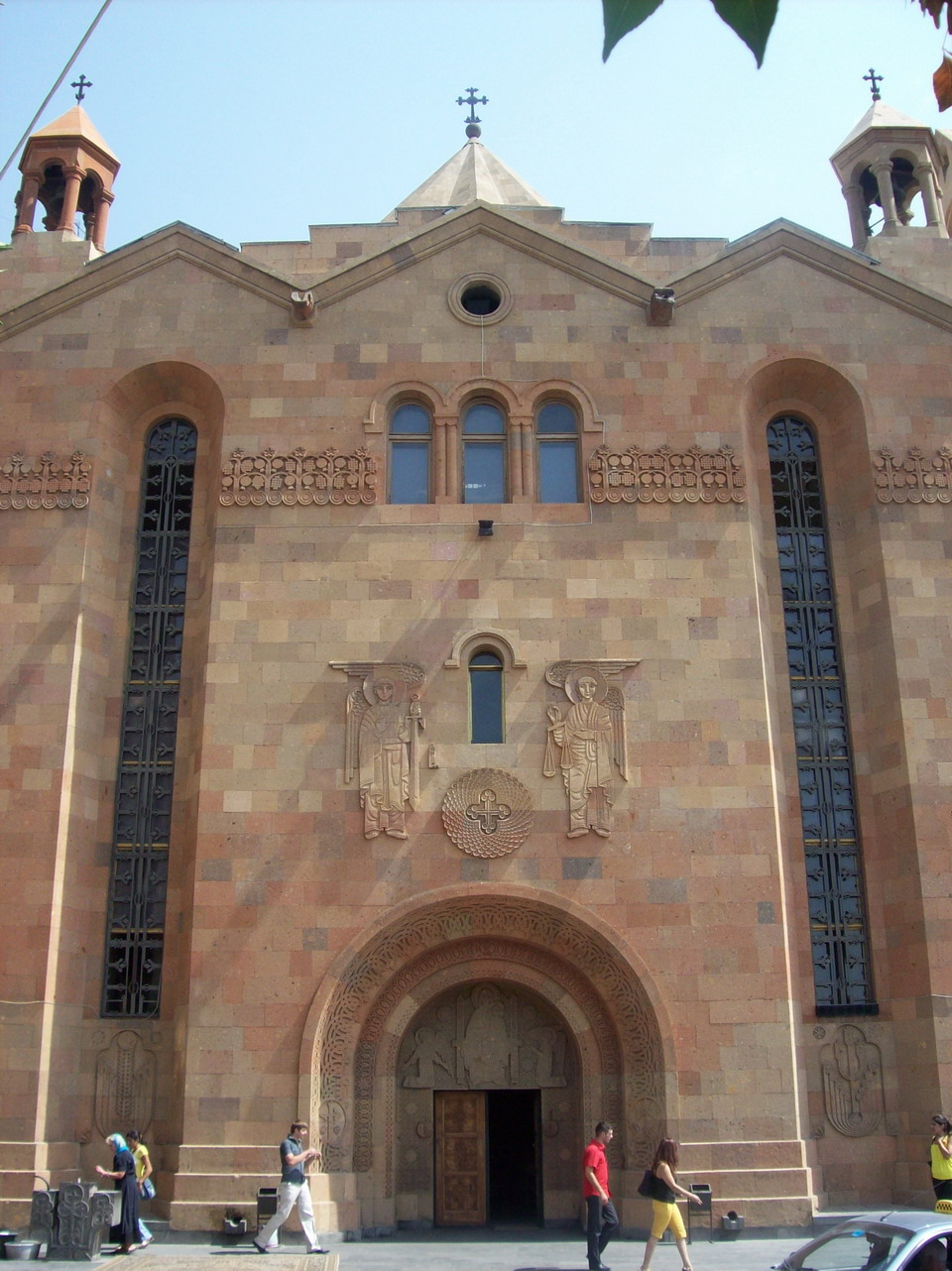
Sankt Sarkiskatedralen i Jerevan.

Rafajel Israjeljan (armeniska: Ռաֆայել  Իսրայելյան), född 4 september (g.s.) (17 september) 1908 i Tiflis i Kejsardömet Ryssland (nu Tbilisi i republiken Georgien), död 8 september 1973 i Jerevan i Armeniska SSR i Sovjetunionen (nu Armenien), var en armenisk arkitekt och formgivare.
Rafajel Israjeljan utbildade sig 1926–1928 till arkitekt på Konstakademien i Tbilisi och från 1929 på fakulteten för arkitektur på Ilja Repins Leningradinstitut för måleri, skulptur och arkitektur. Han utexaminerades 1934 som "konstnär – arkitekt" och 1936 som magister. År 1936 flyttade han också till Jerevan och började arbeta på Jerevans stads arkitektkontor.
Rafajel Israjeljan var lärare på Jerevans polytekniska institut mellan 1941 och 1963. Han var ledamot i Armeniska apostoliska kyrkans ärkestifts arkitekturkommission mellan 1956 och 1970.
Han ritade massiva konstruktioner av huggen kvadersten av lokal tuff och basalt i en kombination av nyklassicism och gamla armeniska arkitekturtraditioner. Ett tidigt verk av honom var byggnationen av ett intrikat komplex för vintillverkning 1937 för Jerevan Ararat konjaksfabrik i Jerevan, varvid han organiskt inlemmade stora byggnadsvolymer i det bergiga landskapet.
Han arbetade också med att återuppliva den gamla armeniska traditionen att hugga chatjkarer.
Rafajel Israjeljan ritade över 150 bostadshus, monument och anläggningar i Armenien och i andra länder.
Han är far till geologen Vahagn Israjeljan (f. 1937) och arkitekten Areg Israjeljan (1939–2001).

## Verk i urval
- Lokaler för Jerevan Ararat konjaksfabrik (1937–1961)
- Akvedukten över Hrazdanravinen (1949-1950)
- Krigshistoriska museet (Segermonumentmuseet), fundamentet till skulpturen Moder Armenien, Segerparken i Jerevan (1950–1967)
- Skulpturen "Vahagn stryper drakarna" (Jerevan-Sevanvägen 1962)
- Khachkar-monumentet till minne av Armeniska folkmordets offer vid Katedralen i Etchmiadzin (1965)
- Sardarapatmonumentet över 1918 års Slaget vid Sardarapat (1968)
- Minnesmärket över motståndet i Haçin i staden Nor Hachen (1973)
- Monumentet över Slaget om Musa Dagh i staden Musaler (1976)
- Ombyggnaden av Sankt Sarkiskatedralen i Jerevan (1976)
- Etnografiska museet i Sardarapat (1978)
- Monumentet över Slaget vid Bash Abaran i Aparan (1979)
- Sankt Vartans katedral i staden New York i USA (1968)
- Heliga fyrtio martyrers armeniska kyrka i Milano i Italien
- Iglesia San Nerses Shnorhali i Montevideo i Uruguay

## Bildgalleri

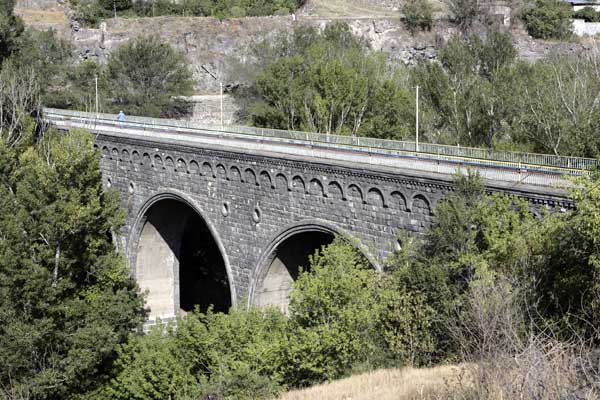
Akvedukten över Hrazdanravinen i Jerevan
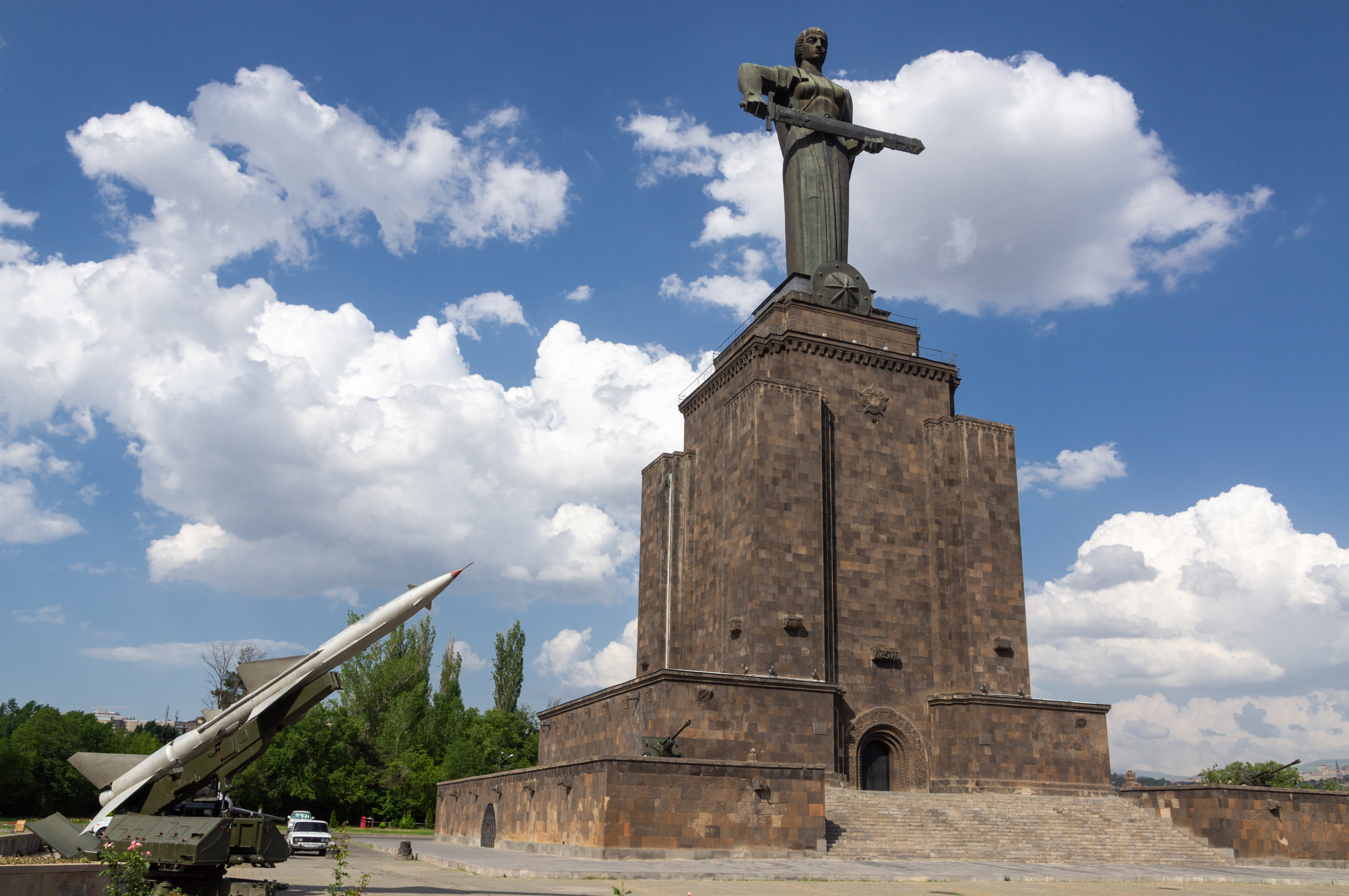
Moder Armenien
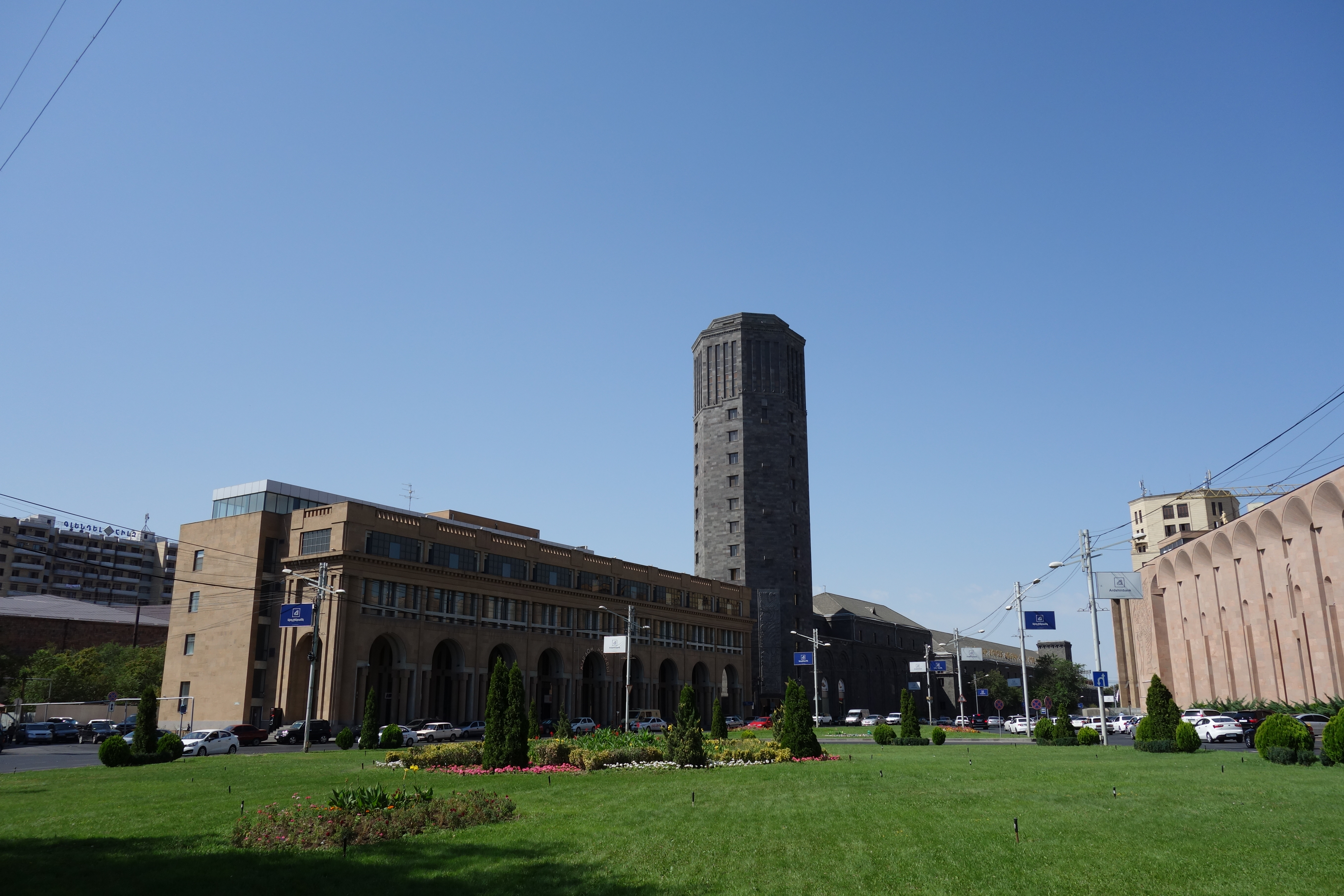
Jerevan Ararat konjaksfabrik i Jerevan
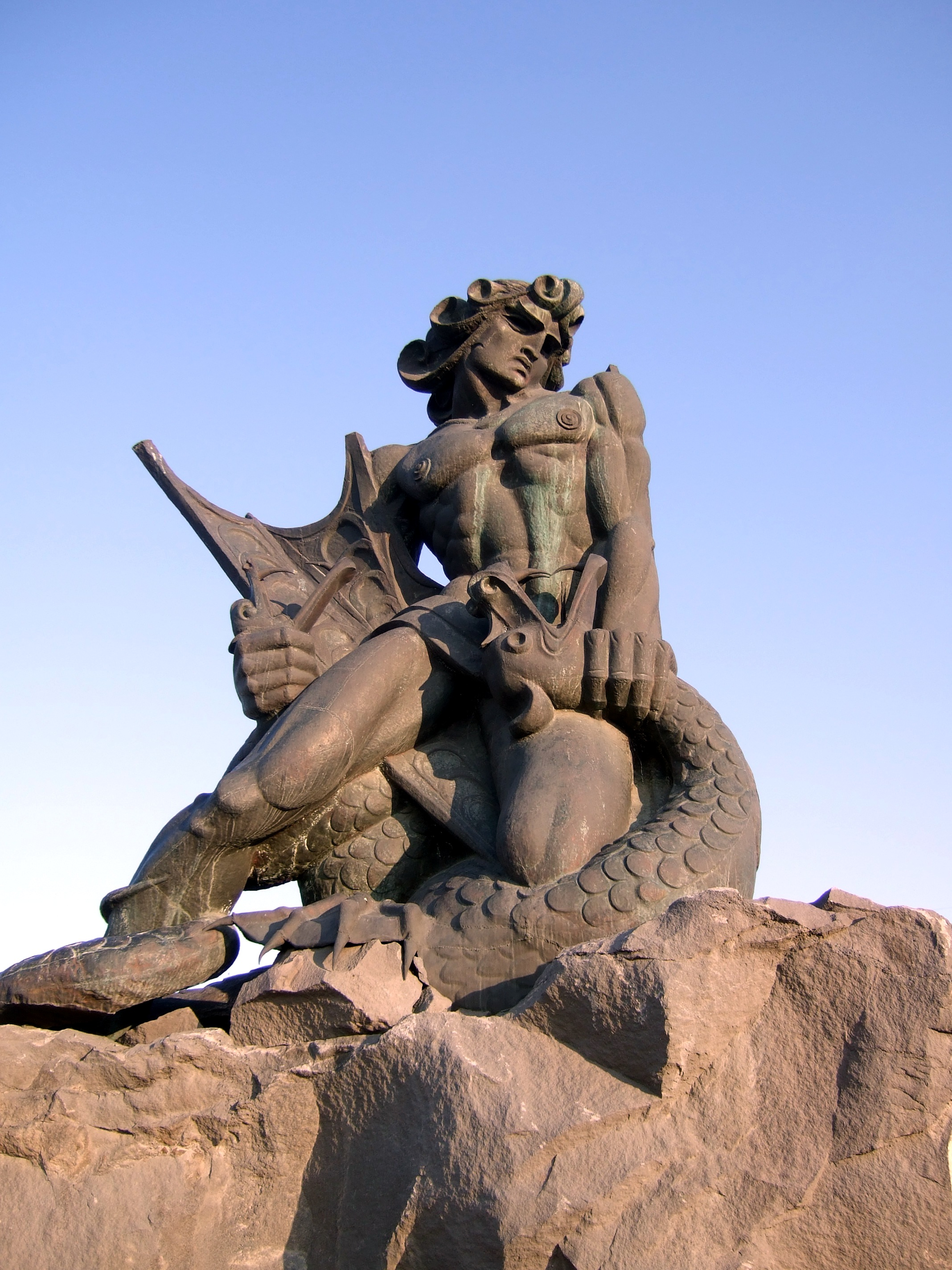
Vahagn stryper drakarna
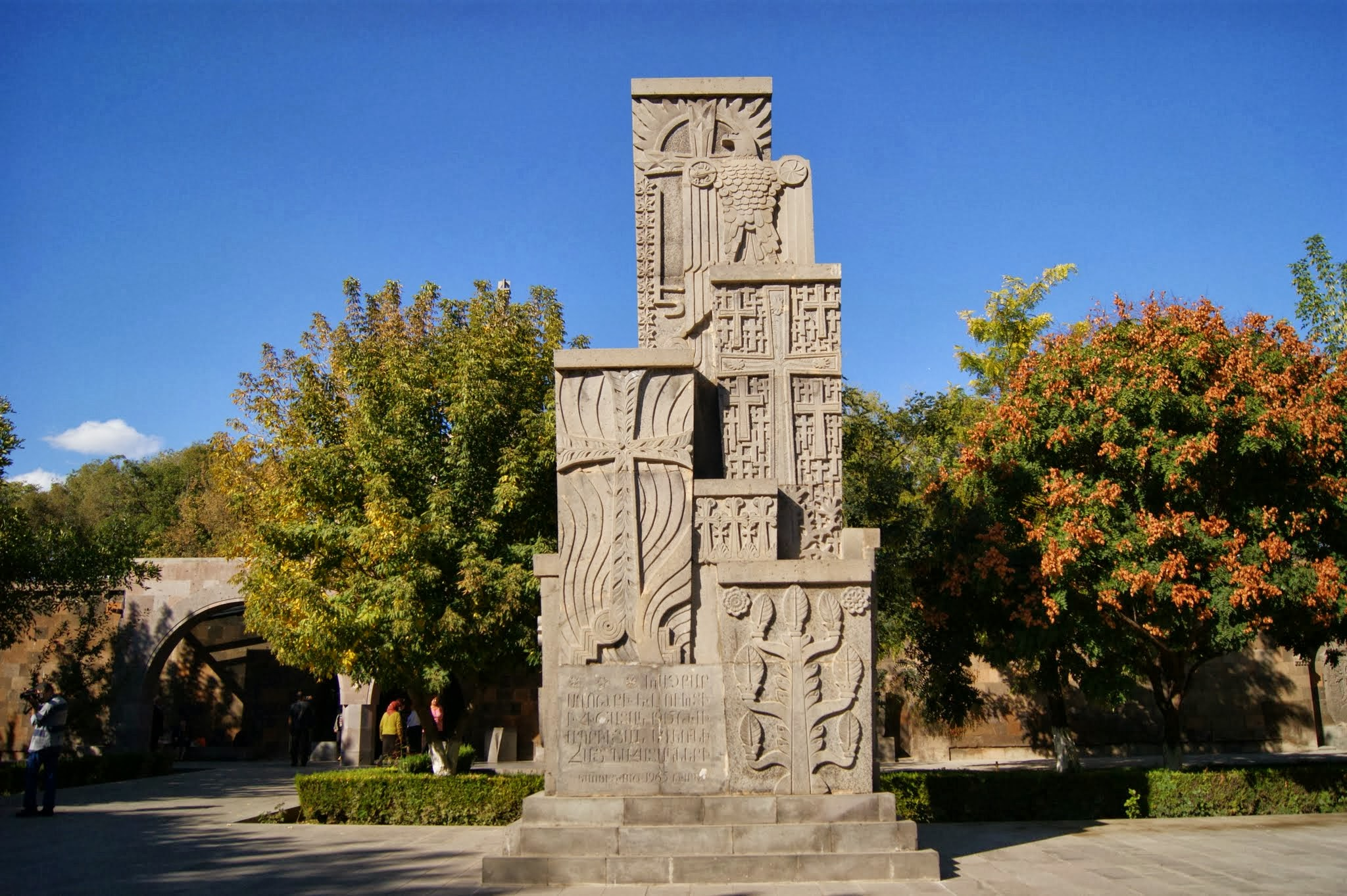
Khachkar-monumentet till minne av Armeniska folkmordets offer vid Katedralen i Etchmiadzin
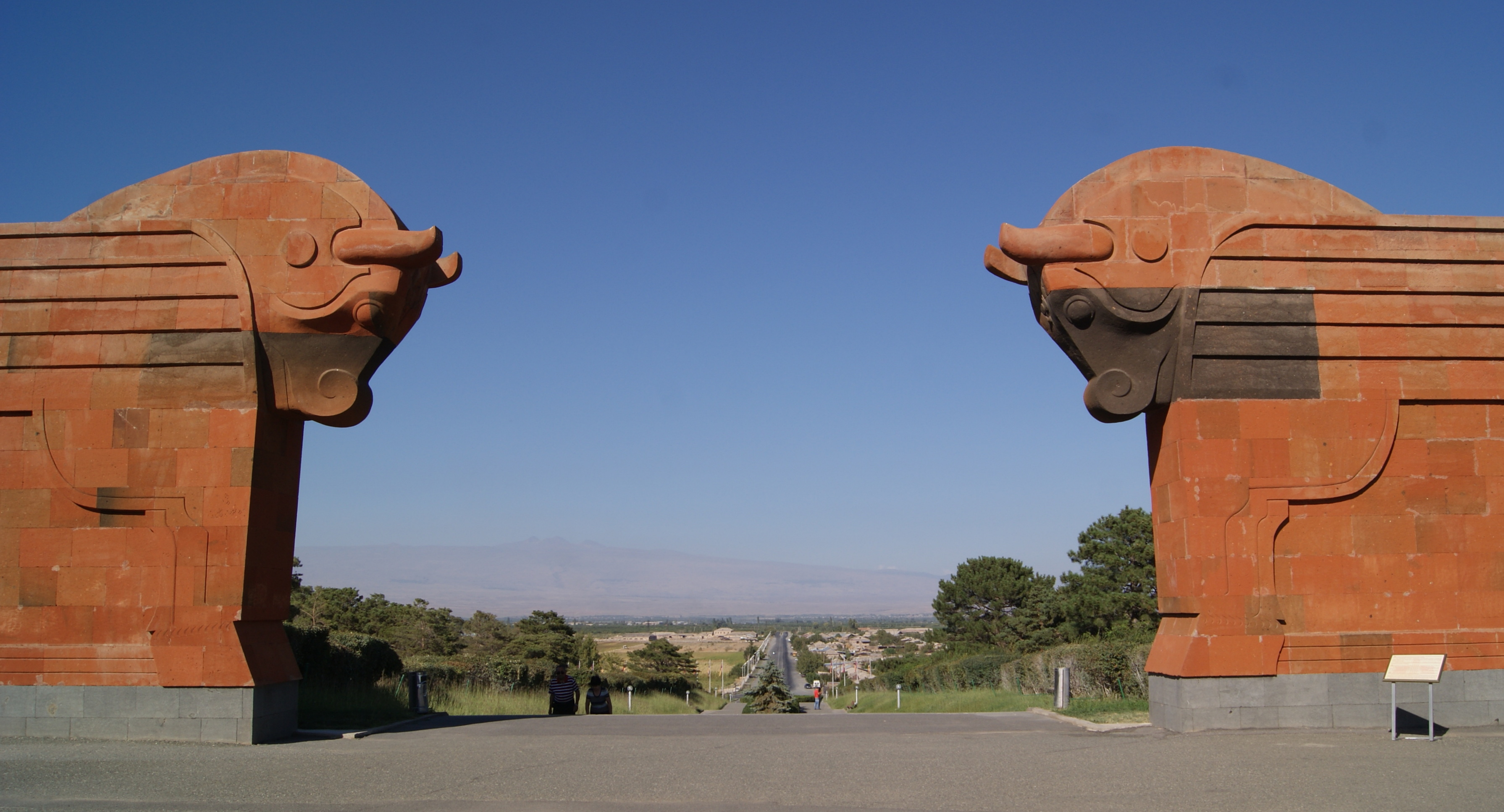
Sardarapatmonumentet över Slaget vid Sardarapat
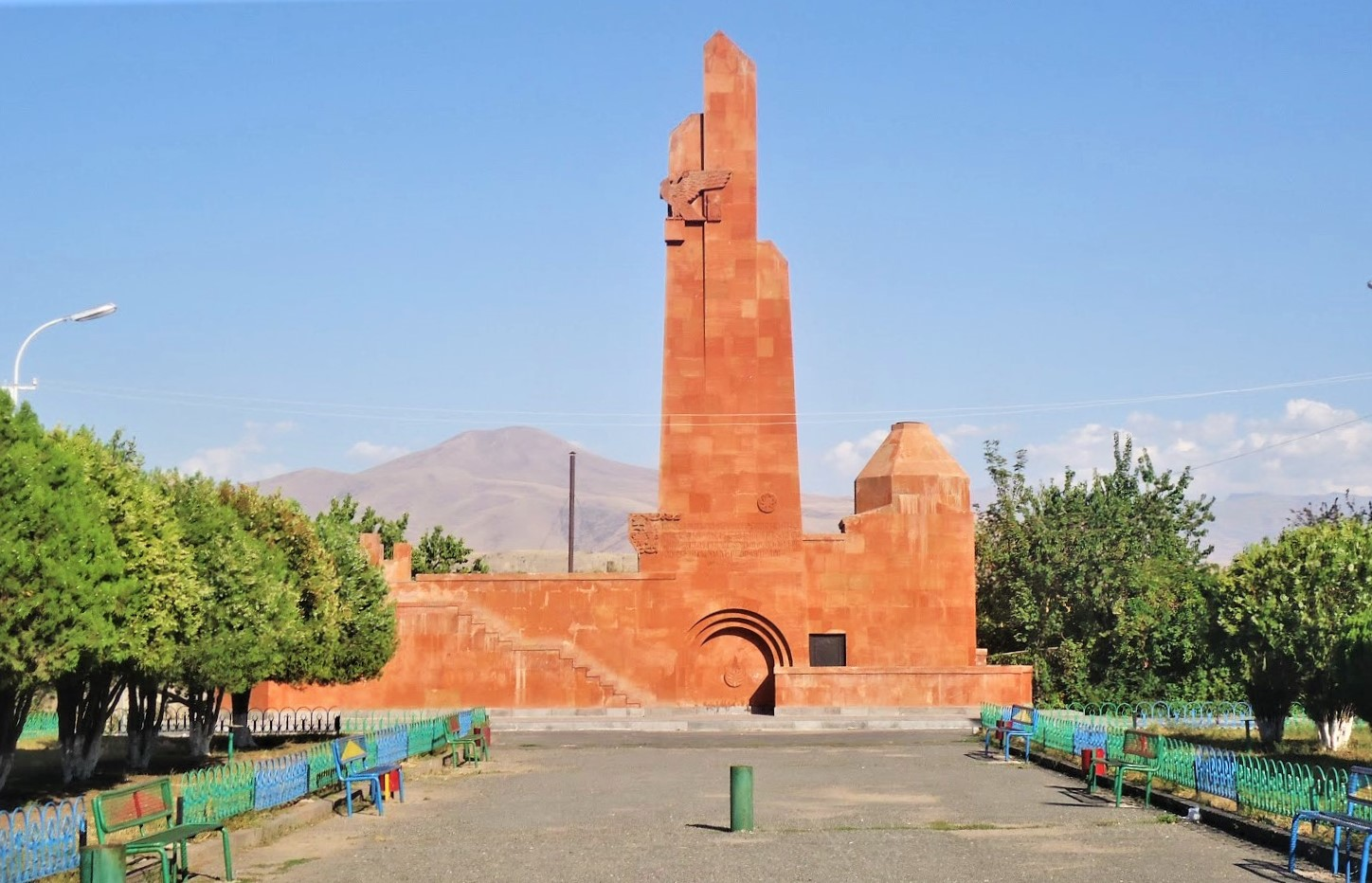
Minnesmärket över motståndet i Haçin i staden Nor Hachen
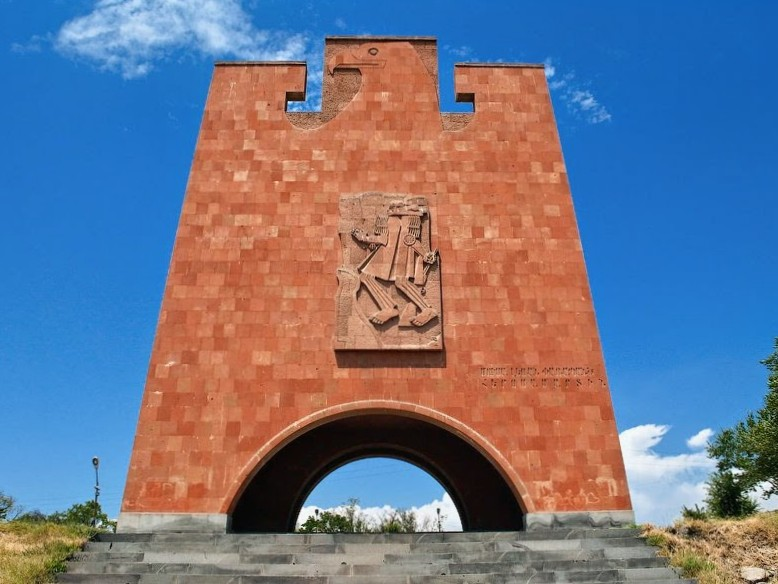
Monumentet över Slaget om Musa Dagh i Musaler
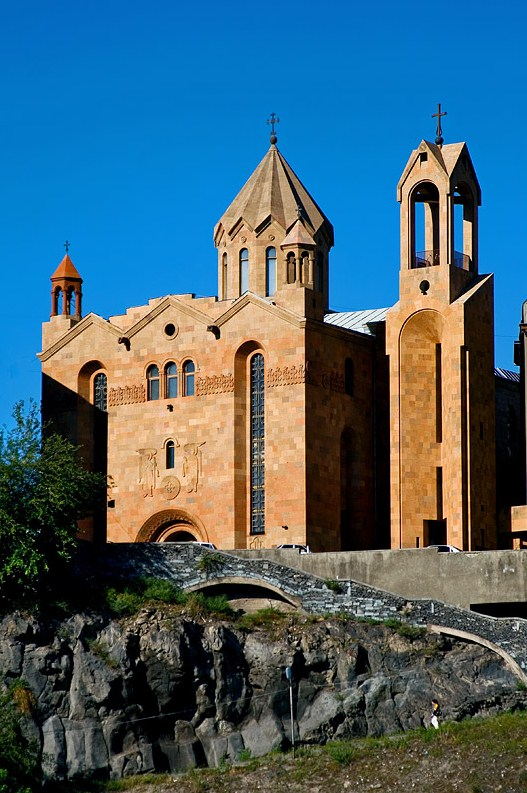
Sankt Sarkiskatedralen i Jerevan
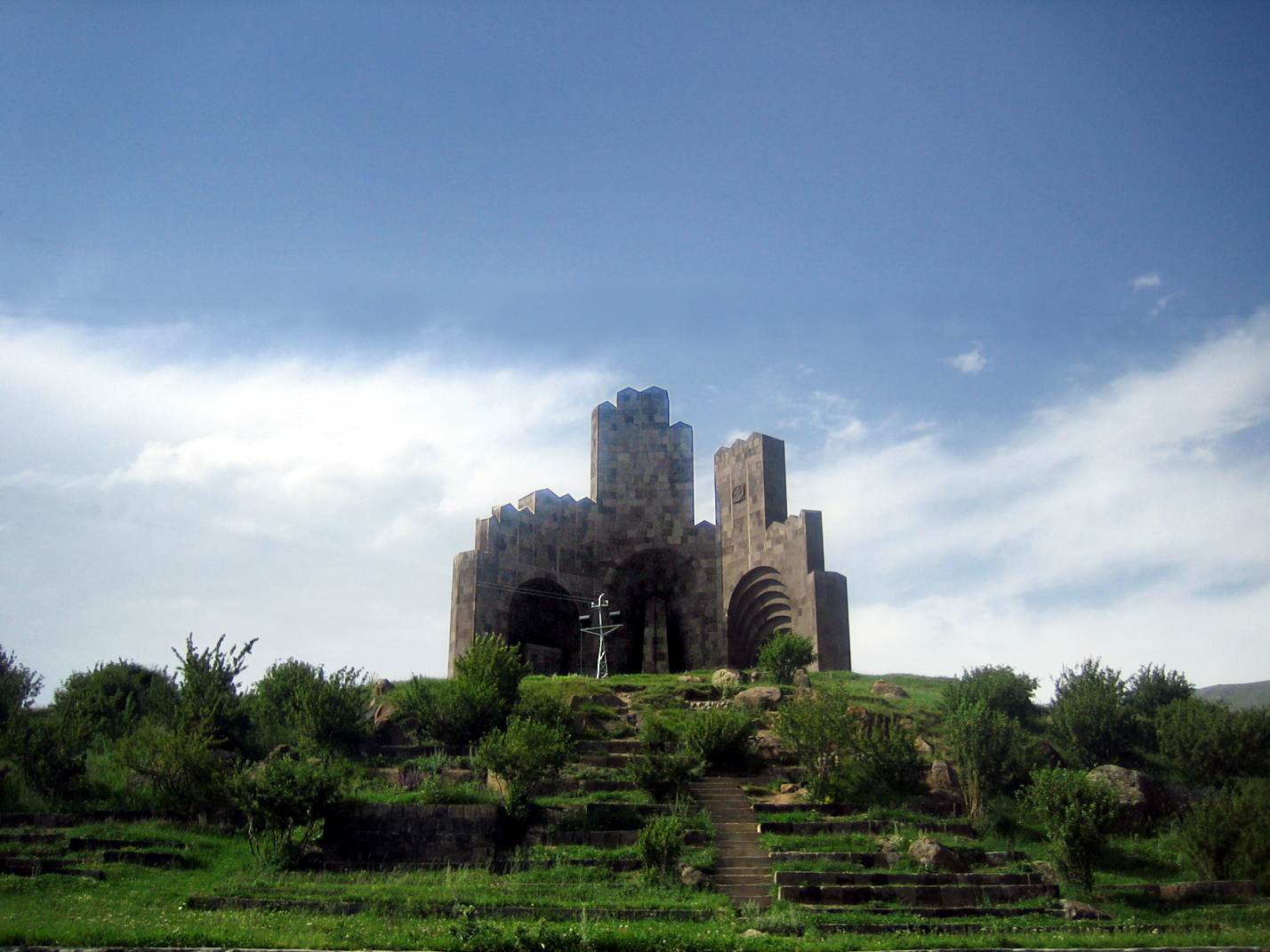
Monumentet över Slaget vid Bash Abaran i Aparan
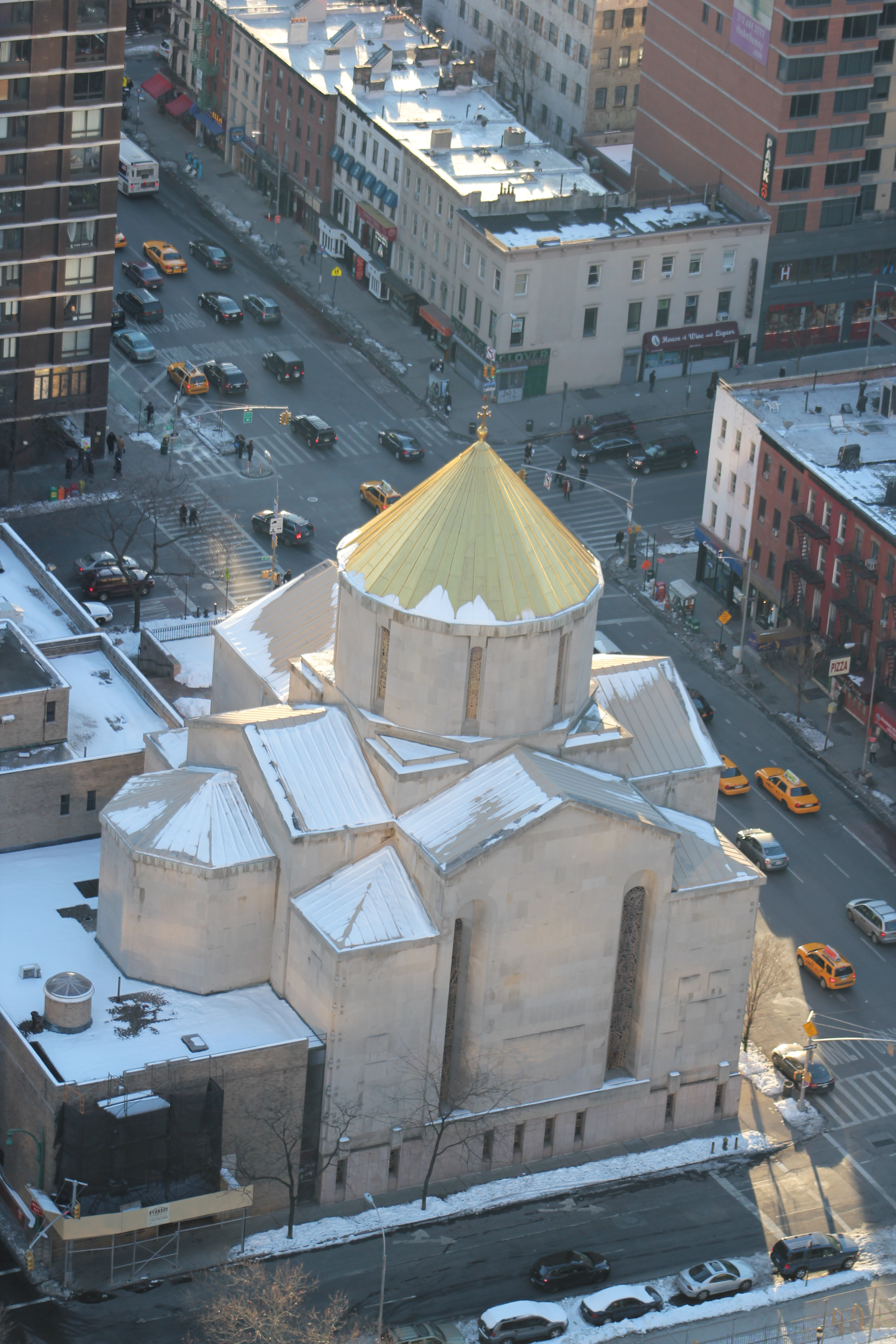
Sankt Vartans katedral i staden New York
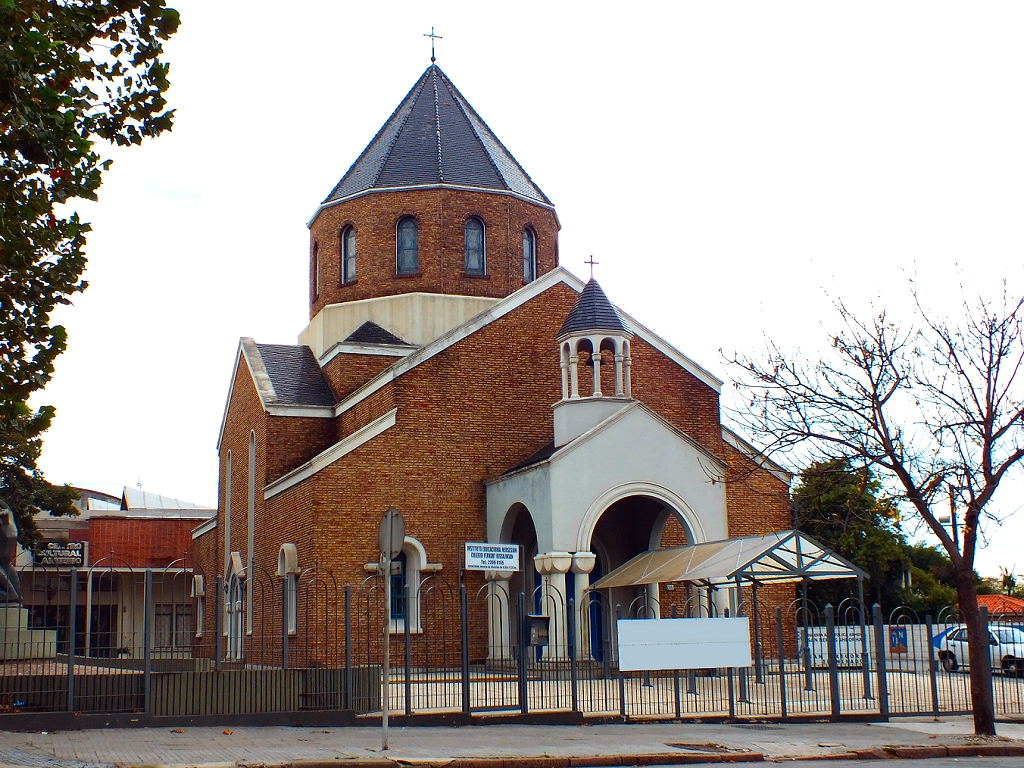
Iglesia San Nerses Shnorhali i Montevideo i Uruguay